# Julian Bajkiewicz
Julian Bajkiewicz (ur. w grudniu 1904 w Bindudze, zm. 1990 w Chełmie) – polski malarz prymitywista.
W 1916 ukończył szkołę realną i został skierowany do pułku kadetów kozackich. Z czasem osiadł w Chełmie. Służył w służbach topograficznych WP. Po trudnych przeżyciach wojennych prawie zupełnie utracił słuch. Po przejściu na emeryturę w początku lat 60. XX wieku, zaobserwowano u niego zaburzenia nerwicowe, na które jednym ze środków terapeutycznych miały być działania plastyczne. Z czasem jego prace wzbudziły zainteresowanie środowisk plastycznych. Zwrócił na nie uwagę prof. Bohdan Baranowski. Pierwszym sukcesem międzynarodowym artysty była wystawa w Galerii Balzaca w Paryżu (1964), a potem następne - w Polsce i poza jej granicami. Najważniejszą rolę odgrywa w pracach artysty kolorystyka, a także starannie wycyzelowany rysunek i dbałość o najdrobniejsze szczegóły przedstawienia. Najchętniej malował stare kościoły, panoramy miejskie, czy tajemnicze zakątki Chełma, z którym był silnie związany emocjonalnie. Był mentorem i pierwszym nauczycielem malarstwa innego malarza-prymitywisty – Stanisława Koguciuka.